# Valerio Bianchini
Valerio Bianchini (Torre Pallavicina, Italia, 22 de julio de 1943) es un exentrenador de baloncesto italiano, que fue dos veces campeón de Europa, una con el Pallacanestro Cantù (1982) y otra con el Pallacanestro Virtus Roma (1984)

## Trayectoria
- Stella Azzurra (1974-1979)
- Pallacanestro Cantù (1979-1982)
- Pallacanestro Virtus Roma (1982-1985)
- Italia (1985-1987)
- Victoria Libertas Pesaro (1987-1989)
- Pallacanestro Virtus Roma (1989-1991)
- Mens Sana Siena (1992-1993)
- Victoria Libertas  Pesaro (1993-1996)
- Fortitudo Bologna (1996-1998)
- Pallacanestro Virtus Roma (1999)
- Pallacanestro Varese (1999-2000)
- Olimpia Milano (2000)
- Virtus Pallacanestro Bologna (2002-2003)
- Blue Stars Beirut (2005-2006)
- Pallacanestro  Varese  (2007-2008)

## Palmarés
- Euroliga: 2

Pallacanestro Cantù:   1982.
Pallacanestro Virtus Roma:   1984.
- LEGA: 3

Pallacanestro Cantú: 1981
Pallacanestro Virtus Roma: 1983
Victoria Libertas Pesaro: 1988
- Copa Intercontinental: 1

Pallacanestro Virtus Roma: 1984
- Recopa: 1

Pallacanestro Cantú: 1981
- Copa de Italia: 1

Fortitudo Bologna: 1998